# Тромаре
Тромаре́ (фр. Tromarey) — коммуна во Франции, находится в регионе Франш-Конте. Департамент — Верхняя Сона. Входит в состав кантона Марне. Округ коммуны — Везуль.
Код INSEE коммуны — 70509.

## География
Коммуна расположена приблизительно в 310 км к юго-востоку от Парижа, в 26 км северо-западнее Безансона, в 50 км к юго-западу от Везуля.

## Население
Население коммуны на 2010 год составляло 110 человек.
| 1962 | 1968 | 1975 | 1982 | 1990 | 1999 | 2010 |
| ---- | ---- | ---- | ---- | ---- | ---- | ---- |
| 87   | 92   | 86   | 100  | 103  | 102  | 110  |

## Администрация
| Период | Период | Фамилия      | Партия | Примечания |
| ------ | ------ | ------------ | ------ | ---------- |
| 2001   | 2008   | Дени Лонже   |        |            |
| 2008   | 2014   | Филипп Пинге |        |            |

## Экономика
В 2010 году среди 71 человека трудоспособного возраста (15—64 лет) 48 были экономически активными, 23 — неактивными (показатель активности — 67,6 %, в 1999 году было 75,9 %). Из 48 активных жителей работали 46 человек (29 мужчин и 17 женщин), безработных было 2 (1 мужчина и 1 женщина). Среди 23 неактивных 9 человек были учениками или студентами, 5 — пенсионерами, 9 были неактивными по другим причинам.